# Acrelio Carrillo Puerto
Acrelio Carrillo Puerto fue un escritor y periodista mexicano nacido en Motul, Yucatán, en 1890; fallecido en la ciudad de Mérida en 1975. Fue hermano menor de Felipe Carrillo Puerto.

## Datos biográficos
Fue uno de catorce hermanos (cinco mujeres y 9 varones) miembros de la familia formada por Justiniano Carrillo Pasos y Adela Puerto Solís, en Motul, Yucatán. Acrelio dedicó su actividad profesional al periodismo siendo director de El Socialista periódico de filiación revolucionaria en el Yucatán de principios del siglo XX, que apoyó la causa del Partido Socialista del Sureste entre 1915 y 1925. Escribió una biografía de su hermano Felipe tras el asesinato de este en 1924.

## Obra
- Artículos anécdotas e impresiones (1972)
- La familia Carrillo Puerto de Motul con la revolución mexicana (1959).
- Felipe Carrillo Puerto, redentor de los mayas (1930).
- Lo que no se olvida, Felipe Carrillo Puerto: caso Arjonilla, anécdotas, algunas de sus leyes, sus relaciones con Emiliano Zapata  ()